# Piz Morteratsch
Piz Morteratsch är en bergstopp i Schweiz. Den ligger i regionen Maloja och kantonen Graubünden, i den östra delen av landet. Toppen på Piz Morteratsch är 3 751 meter över havet.
Trakten runt Piz Morteratsch är permanent täckt av is och snö. Vandringar till toppen rekommenderas inte för nybörjare.